# أكوفا إدجياني أسايدو
أكوفا إدجياني أسايدو (بالإنجليزية: Akofa Edjeani Asiedu) (مواليد 20 فبراير 1969) هي مُمثلة ومُنتجة سينمائية غانية.

## روابط خارجية
أكوفا إدجياني أسايدو على موقع IMDb (الإنجليزية)